# Cetopsidium ferreirai
Cetopsidium ferreirai és una espècie de peix de la família dels cetòpsids i de l'ordre dels siluriformes.

## Morfologia
- Els mascles poden assolir 3,7 cm de longitud total.
- Nombre de vèrtebres: 39-40.[4]

## Hàbitat
És un peix d'aigua dolça i de clima tropical.

## Distribució geogràfica
Es troba a Sud-amèrica: riu Trombetas (afluent del riu Amazones al Brasil).